# Ekkronans stora boendepris
Ekkronans stora boendepris var ett svenskt arkitekturpris, som årligen delades ut av Swedbanks bostadsstiftelse Ekkronan åren 1998–2009.
Priset instiftades "för att främja den eller de aktörer som har gjort betydande insatser för boendefrågorna i Storstockholmsregionen". Priset var på 50.000 kronor.

## Pristagare
- 1998 Byggmästare Einar Mattsson
- 1999 Självbyggeriprojektet Framtidsloftet i Årsta i Stockholm., som rustat upp gamla rivningshotade loftgångshus. Ett extra resestipendium gavs till eldsjälen Reidar Persson på Stockholms kommun, som stöttat ungdomarna.

| ”                            | Framtidsloftet är något så unikt som ombyggnad av flerbostadshus där ungdomar tar ansvar och i stor utsträckning bestämmer hur det egna boendet ska utformas...både ett byggprojekt och ett socialt projekt.. | „ |
| – Prisjuryns motivering 1999 | |   |

- 2000 Anders Bodin för utveckling av Alviks Strand i Stockholm till en levande stadsmiljö med bostäder och privat och offentlig service
- 2001 Arkitekt Hans Bäckström vid Södergruppens Arkitektkontor AB för utformning av kvarteret Strumpstickan vid Brommaplan i Stockholm[2]

| ”                            | Arkitekten har i Riksbyhöjden skapat en liten och hemtrevlig stadsmiljö i en förort. Områdets entré och yttre utformning gör att en besökare omedelbart känner sig hemma och välkommen. Till detta bidrar de många små detaljerna i en genomtänkt blandning av småhus, radhus och små flerbostadshus. Hela utformningen är inom ramen för en modern trädgårdsstad där inspirationen har hämtats från det omfattande byggande som på 1930- och 40-talen bedrevs i SMÅAs/Småhusbyråns regi. Genom att sätta modern arkitektur i en ram som Stockholmarna väl känner igen sig och trivs i har Hans Bäckström skapat ett projekt som kan vara en god förebild för det framtida stadsbyggandet. | „ |
| – Prisjuryns motivering 2001 | |   |

- 2002 Sten Lindberg, idégivare, och Olof Lotström, arkitektur, för förnyelse av miljonprogramområdet Östbergahöjden i Stockholm

| ”                            | Den genomförda förtätningen visar att man genom gott samarbete, förutseende planering och en visionär arkitektur kan förnya äldre förortsområden på ett sätt som gagnar samtliga inblandade parter. Östbergahöjden kan därför i flera avseenden vara en förebild | „ |
| – Prisjuryns motivering 2002 | |   |

- 2003 Journalisten Lennart Arnstad som konsumentupplysare inom bostadsmarknaden[3]
- 2004 Arkitekt Anders Bergkrantz för sina radhus i Rinkeby i Stockholm[4]
- 2005 Einar Matssons Byggnads AB för ett bostadsprojekt på Högbergsgatan på Södermalm i Stockholm[5]
- 2006 Stockholms Kooperativa Bostadsförening (SKB)[6]
- 2007 Byggmästare Sven-Harry Karlsson[7][8]
- 2008 –
- 2009 Besqab Projekt och Fastigheter AB för nytänkande kring byggandet av prisvärda bostäder för ungdomar.[9]

| ”                            | Priset ... tilldelas Besqab ... som allt sedan starten 1988 står för nytänkande i stadsbyggandet. Nytänkandet i detta fall exemplifieras av 54 små bostadsrättslägenheter uppförda i Skarpnäck, Brf Läktaren, där målgruppen är ungdomar i åldern 19-26 år. Lägenheterna har, med delvis ny byggteknik och en spännande arkitektur, kunnat tillhandahållas med rimliga boendekostnader. | „ |
| – Juryns prismotivering 2009 | |   |